# Martin Kruskal

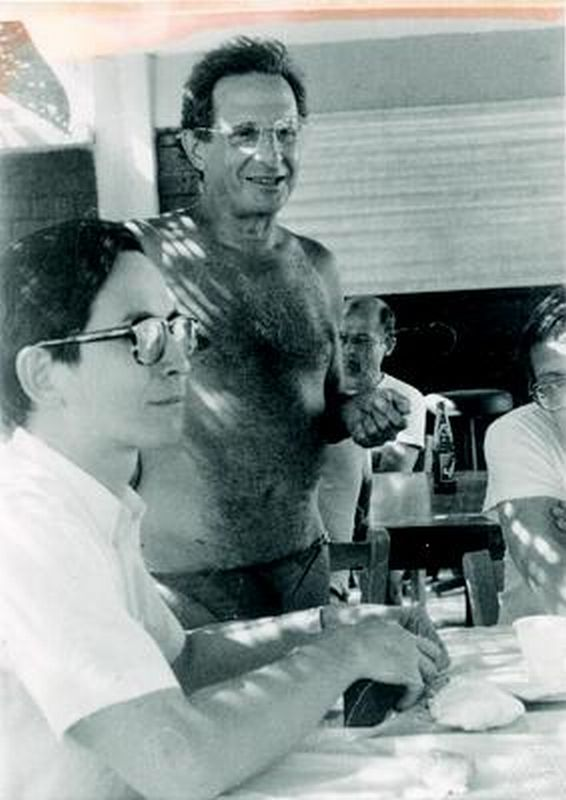
Martin Kruskal (de pie) en Creta, 1983

Martin David Kruskal (Nueva York, 29 de septiembre de 1925-26 de diciembre de 2006) fue un matemático y físico estadounidense.

## Estudios y logros
Sus estudios los realizó en la Universidad de Chicago y la Universidad de Nueva York, donde terminó su PhD bajo la tutela de Richard Courant, en 1952. Kruskal trabajó en la Universidad de Princeton durante muchos años, y luego en la Universidad de Rutgers.
Trabajó en comportamiento asintótico, solitones y números surreales; junto con George Szekeres, introdujo las coordenadas de Kruskal-Szekeres para la métrica de Schwarzschild, que es la solución vacía esféricamente simétrica para la ecuación del campo de Einstein; y además inventó el procedimiento de conteo de Kruskal, de enorme ayuda para las cadenas de Márkov.
Fue miembro de la Academia Nacional de Ciencias desde 1980 y en 1993 ganó la Medalla Nacional de Ciencias. En 2006 ganó el Premio Leroy P. Steele por su contribución en la investigación.

## Familia Kruskal
Kruskal nació en Nueva York, y su padre, Joseph B. Kruskal, fue un exitoso mayorista de pieles. Su madre, Lillian Rose Vorhaus Kruskal Oppenheimer, se convirtió en una connotada promotora de origami durante los inicios de la televisión. Sus dos hermanos son Joseph Kruskal (nacido en 1928; el descubridor del escalado multidimensional y del Algoritmo de Kruskal) y William Kruskal (1919-2005; autor de la Prueba de Kruskal-Wallis). Sus hijos son el matemático Clyde Kruskal, Karen y Kerry.